# Inge Lekman
John Inge Lekman, född den 14 januari 1916 i Malmö, död den 31 augusti 1985 i Marco Island, Florida, Förenta staterna, var en svensk jurist.
Lekman avlade studentexamen i Uppsala 1935 och juris kandidatexamen vid Uppsala universitet 1943. Efter tingstjänstgöring i Vättle, Ale och Kullings domsaga 1943–1946 blev han fiskal i Svea hovrätt 1947, assessor 1953 och hovrättsråd 1964. Lekman var byråchef i Statens hyresråd 1956–1959, revisionssekreterare 1959, sakkunnig i Justitiedepartementet 1960–1963, huvudsekreterare i 1963 års markvärdeskommission 1963–1966, rättschef i Jordbruksdepartementet 1966–1969, ordförande och chef för Koncessionsnämnden för miljöskydd 1969–1975 (tjänstledig 1971–1975), biträdande chef för Europeiska frihandelssammanslutningens rättsavdelning i Genève 1971–1980 och chef där 1980. Han blev riddare av Nordstjärneorden 1964 och kommendör av samma orden 1970.